# Ulldecona (kommun)
Ulldecona är en kommun i Spanien.   Den ligger i provinsen Província de Tarragona och regionen Katalonien, i den östra delen av landet, 400 km öster om huvudstaden Madrid. Antalet invånare är 7 372. Arean är 127 kvadratkilometer. Ulldecona gränsar till La Galera, Godall, Freginals, Alcanar, La Sénia, Mas de Barberans, Vinaròs, Sant Jordi, Traiguera och Sant Rafel del Maestrat. 
Terrängen i Ulldecona är platt åt sydväst, men åt nordost är den kuperad.